# ريوما كيدا
ريوما كيدا (باليابانية: 氣田 亮真) (مواليد 12 أغسطس 1997) هو لاعب كرة قدم ياباني.

## وصلات خارجية
- ريوما كيدا على موقع رابطة كرة القدم اليابانية للمحترفين (اليابانية)
- ريوما كيدا على موقع قاعدة بيانات كرة القدم.إي يو (الإنجليزية)
- ريوما كيدا على موقع Soccerway.com (الإنجليزية)
- ريوما كيدا على موقع عالم كرة القدم.نت (الإنجليزية)